# Josip Hutter
Josip Hutter, nemški industrialec in filantrop, * 1889, Dolnja Briga, † 26. april 1963, Innsbruck.
Josip Hutter je bil po rodu Kočevski Nemec. V Ljubljani se je poročil z Elizabeto Hribar, s katero je imel potem tri otroke. Po poroki sta se preselila v Maribor, kjer je uradno prijavil svoje bivališče leta 1922. Hutter je bil ustanovitelj in solastnik mariborske tekstilne tovarne Hutter & drug (njegov poslovni partner in drugi lastnik je bil Richard Poche). Podjetje je bilo ustanovljeno leta 1926 in je kmalu postalo eno najuglednejših, nasodobnejših in najbolj uspešnih mariborskih tekstilnih podjetij. Kot filantrop je postal znan po skrbi za svoje delavce. Zanje je, med drugim, ustanovil poseben pokojninski sklad, zgradil delavsko kolonijo na Pobrežju in sodoben stanovanjski blok v mestu. Bil je ustanovni član najstarejšega slovenskega rotary kluba, Rotary kluba Maribor. Kot občinski svetnik je pred drugo svetovno vojno aktivno sodeloval v mariborski občinski politiki.
Leta 1935 pa se je vselil v sodobno meščansko vilo, ki si jo je zgradil ob mestnem parku. Na Pohorju si je zgradil sodobno počitniško vilo z lastno proizvodnjo električne energije.  
Leta 1945 so zakoncema Hutter zaplenili premoženje, Josip Hutter pa je bil nekaj časa tudi zaprt. V petdesetih letih sta zakonca Hutter dobila dovoljenje za izselitev v Avstrijo, kjer je nato Josip Hutter do smrti živel v skromnih razmerah.